# Интерсексуалност
Интерсексуалност е наличието у един индивид на неопределени или смесени полови белези. Интерсексуалните хора по рождение притежават полови белези, които ги причисляват или ги отличават и от двата пола.
Статистиката на Фаусто-Стърлинг (2000 г.) сочи, че около 1% от живородените деца показват някаква форма на полова двойственост, а при 0,1% – 0,2% се налага специално медицинско внимание и евентуална хирургическа намеса с цел прикриване на вторичния пол. Според източници като Леонард Сакс (2002 г.) обаче процентите са едва 0,018 от всички живородени.
В развитието на плода важна роля играе т.нар. SRY ген, който кара ембрионалните гонади да се превърнат в тестиси. Липсата на този ген позволява гонадите погрешно да се трансформират в яйчници. Впоследствие развитието на определени вътрешни и външни репродуктивни органи се определя от хормона, произвеждан от гонадите (вече трансформирани в тестиси или яйчници). Няколко седмици след зачатието у плода се формират женски гениталии, които в зависимост от развитието на гонадите или се преобразуват в мъжки, или си остават женски. За да започне преобразуването на първоначално женските гениталии в мъжки, е необходимо гонадите да се развият като тестиси, тестисите да започнат да произвеждат тестостерон и клетките да реагират правилно на тестостерона. Тогава вече формираните урогенитални гънки набъбват, срастват се и образуват скротума, а все още неоформения клитор нараства значително, за да се превърне в пенис.
Поради сложния и променлив процес възможно е да се роди дете с типично женска полова анатомия и женствена външност, но с твърде голям клитор; или с типично мъжка анатомия и външност, но с необичайно малък пенис, с отвор в основата. Възможни са и всякакви междинни вариации между тези два варианта – например съвсем неразвит пенис, с ясно изразен отвор и празен скротум, или твърде голям клитор и частично срастнати срамни устни.
Редица причини могат да доведат до интерсексуалност. Някои от тях са на хромозомно ниво. Макар в общия случай хората да имат XY (при мъжете) и XX (при жените) хромозоми, това съвсем не са единствените възможни комбинации. Доста често се наблюдават и комбинациите XO, XXX, XXY, XYY, XO/XY, XX у мъже, XY у жени и пр. В някои случаи половите хромозоми са над четири в комбинация.